# Râs canadian
Râsul canadian (Lynx canadensis) este una dintre cele patru specii în viață din genul Lynx. Este o felidă sălbatică de mărime medie caracterizată de blană deasă, lungă, de urechi triunghiulare cu ciufuri negre la vârfuri și de labe late ce acționează ca niște rachete de zăpadă⁠(en)[traduceți]. Membrele din spate sunt mai lungi decât membrele din față, așa că spatele său se înclină dinspre spate înspre față. Înălțimea până la greabăn este de 48–56 cm, un râs canadian cântărind 5–17 kg. Este un bun înotător și un cățărător agil. 
Râsul canadian a fost descris pentru prima oară de Robert Kerr în 1792. Trei subspecii au fost propuse, dar validitatea⁠(en)[traduceți] lor este contestată; râsul canadian este cel mai adesea considerat a fi o specie monotipică. Arealul său se întinde de-a lungul Alaskăi, Canadei și zonelor nordice ale Statelor Unite contigue, unde populează predominant păduri boreale dese. Este un prădător specializat⁠(en)[traduceți] ce depinde foarte mult de iepurele de zăpadă (Lepus americanus) pentru a își asigura hrana. Asta duce la un ciclu pradă-prădător⁠(en)[traduceți], căci populația râșilor canadieni răspunde la creșterile și scăderile ciclice ale numărului de indivizi din populațiile iepurilor de zăpadă de-a lungul anilor în Alaska și Canada centrală⁠(en)[traduceți]. Populația de râși canadieni crește odată cu o populație de iepuri de zăpadă în creștere; dacă populația de iepuri scade într-o anumită zonă, râșii canadieni se mută în zone cu mai mulți iepuri, iar rândurile lor de pui⁠(en)[traduceți] constă în mai puțini pui. Râsul canadian vânează cel mai mult pe la amurg sau la noapte, când iepurele de zăpadă tinde să fie activ. Râsul canadian așteaptă iepurele pe trasee specifice sau în „culcușuri de ambuscadă”, apoi saltă pe el și îl ucide cu o mușcătură de cap sau de partea din față sau din spate a gâtului. Indivizii, mai ales cei de același sex, obișnuiesc să se evite reciproc, formând teritorii „intersexuale”. Sezonul de împerechere durează cam o lună, din martie până la începutul lunii aprilie. După o gestație de două până la trei luni, femela dă naștere unui rând de unu până la opt pui, ce sunt înțărcați⁠(en)[traduceți] la vârsta 12 săptămâni.
Având în vedere abundența sa de-a lungul arealului și lipsa amenințărilor severe, râsul canadian a fost listat ca specie neamenințată cu dispariția pe Lista roșie a IUCN. Râșii canadieni sunt prinși în capcană în mod regulat pentru comerțul internațional cu blană⁠(en)[traduceți] în majoritatea Alaskăi și Canadei, dar sunt protejați în a doua jumătate a arealului lor din cauza unor amenințări precum pierderea habitatului.

## Taxonomie
Denumirea științifică Felis lynx canadensis a fost propusă de Robert Kerr în anul 1792, care a descris un râs din Canada. La sfârșitul secolului al XIX-lea, câteva specimene zoologice⁠(en)[traduceți] de râși au fost descrise:
- Lynx subsolanus a fost propus de Outram Bangs⁠(en)[traduceți] în 1897 be baza unui craniu și a unei piei de râs colectate lângă Codroy⁠(en)[traduceți], Newfoundland.[7]
- Lynx canadensis mollipilosus a fost propus de Witmer Stone⁠(en)[traduceți] în 1900, care a descris un craniu și o piele brună închis a unui râs mascul ucis lângă Wainwright, Alaska⁠(en)[traduceți].[8]

Plasarea râsului canadian în genul Lynx a fost susținută de Gerrit Miller⁠(en)[traduceți] în 1912. Până la începutul anilor 2000, oamenii de știință aveau păreri împărțite despre Lynx, mai exact dacă ar trebui considerat a fi un subgen al Felis sau o întreagă subfamilie; unii chiar s-au îndoit că râsul canadian ar trebui considerat a fi o specie distinctă. A fost recunoscut de Wallace Christopher Wozencraft⁠(en)[traduceți] în 2005 ca specie validă⁠(en)[traduceți] membră a genului Lynx, alături de râsul roșu (L. rufus), râsul eurasiatic (L. lynx) și râsul iberic (L. pardinus).
Wozencraft a recunoscut trei subspecii pentru râsul canadian:
- L. c. canadensis (Kerr, 1792)[12] în Canada continentală[13]
- L. c. subsolanus (Stone, 1900)[14] în Newfoundland[13]
- L. c. mollipilosus (Bangs, 1897)[15] în Alaska[13]

Validitatea statutului de subspecie a râșilor din Newfoundland a fost pusă la îndoială în 1975, căci rezultatele unui studiu asupra culorii blănii, măsurătorilor craniale și greutatea specimenelor râșilor canadieni a arătat că măsurătorile standard nu sunt deosebit de diferite, în afara câtorva variații precum blana mai închisă la culoare a râșilor din Newfoundland.
În 2017, Cat Specialist Group („Grupul Specialist în Felide”) de la Uniunea Internațională pentru Conservarea Naturii a considerată că râsul canadian este o specie monotipică, căci prezintă puține diferențe morfologice sau genetice.
Se presupune că populația râșilor din Newfoundland s-a despărțit genetic⁠(en)[traduceți] de râsul canadian continental acum în jur de 20.000 până la 33.000 de ani în urmă după Ultima Perioadă Glacială⁠(en)[traduceți].

## Evoluție

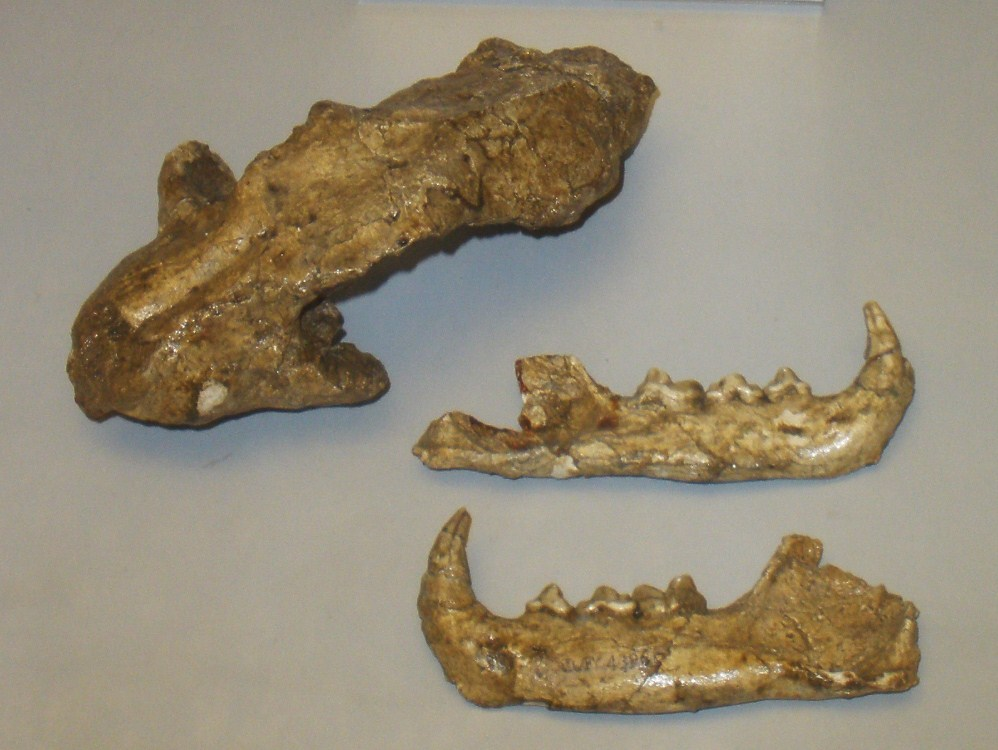
Fosile de en, despre care se presupune că este strămoșul celor patru specii moderne din genul Lynx.

Potrivit unui studiu filogenetic din 2006, strămoșul a cinci descendențe felide extante—Lynx, Leopardus, Puma, Felis și Prionailurus⁠(en)[traduceți] plus Otocolobus—a ajuns în America de Nord după ce a traversat Strâmtoarea Bering în urmă cu 8,5–8 milioane de ani. Lynx s-a despărțit de descendențele Puma, Felis și Prionailurus plus Otocolobus acum 2,53–4,74 milioane de ani. Lynx issiodorensis⁠(en)[traduceți], despre care se presupune că este strămoșul celor patru specii moderne din genul Lynx, probabil s-a tras din Africa acum 4 milioane de ani și se găsea în Europa și Asia de Nord până ce a devenit extinct acum 1 milion de ani. Se presupune că populațiile de râși eurasiatici ce au ajuns în America de Nord în urmă cu 2,6 milioane de ani s-au stabilit inițial în jumătatea sudică a continentului, din moment ce partea nordică era acoperită de ghețari. Populațiile sudice au evoluat gradual în râșii roșii moderni. Mai târziu, când continentul a ajuns invadat de râși eurasiatici pentru a doua oară în decursul a 200.000 de ani, populațiile ce s-au stabilit în partea nordică a continentului, acum lipsită de ghețari, au evoluat în râși canadieni. În lucrarea sa din 1981, paleontologul suedez Lars Werdelin⁠(en)[traduceți] a remarcat că râsul canadian nu pare să se fi schimbat mult de la prima sa apariție. Fosile de râși canadieni dezgropate din America de Nord datează din Sangamonian⁠(en)[traduceți] și glaciația Wisconsin⁠(en)[traduceți]. Studiul din 2006 a furnizat relațiile filogenetice ale râsului canadian după cum urmează:
|  | Râs canadian (L. canadensis)                                                          |
|  |                                                                                       |
|  | \| \| Râs iberic (L. pardinus) \| \| \| \| \| \| Râs eurasiatic (L. lynx) \| \| \| \| |
|  |                                                                                       |
|  | Râs iberic (L. pardinus)                                                              |
|  |                                                                                       |
|  | Râs eurasiatic (L. lynx)                                                              |
|  |                                                                                       |

|  | Râs iberic (L. pardinus) |
|  |                          |
|  | Râs eurasiatic (L. lynx) |
|  |                          |

|  | Râs canadian (L. canadensis)                                                          |
|  |                                                                                       |
|  | \| \| Râs iberic (L. pardinus) \| \| \| \| \| \| Râs eurasiatic (L. lynx) \| \| \| \| |
|  |                                                                                       |
|  | Râs iberic (L. pardinus)                                                              |
|  |                                                                                       |
|  | Râs eurasiatic (L. lynx)                                                              |
|  |                                                                                       |

|  | Râs iberic (L. pardinus) |
|  |                          |
|  | Râs eurasiatic (L. lynx) |
|  |                          |

|  | Râs canadian (L. canadensis)                                                          |
|  |                                                                                       |
|  | \| \| Râs iberic (L. pardinus) \| \| \| \| \| \| Râs eurasiatic (L. lynx) \| \| \| \| |
|  |                                                                                       |
|  | Râs iberic (L. pardinus)                                                              |
|  |                                                                                       |
|  | Râs eurasiatic (L. lynx)                                                              |
|  |                                                                                       |

|  | Râs iberic (L. pardinus) |
|  |                          |
|  | Râs eurasiatic (L. lynx) |
|  |                          |

|  | Râs canadian (L. canadensis)                                                          |
|  |                                                                                       |
|  | \| \| Râs iberic (L. pardinus) \| \| \| \| \| \| Râs eurasiatic (L. lynx) \| \| \| \| |
|  |                                                                                       |
|  | Râs iberic (L. pardinus)                                                              |
|  |                                                                                       |
|  | Râs eurasiatic (L. lynx)                                                              |
|  |                                                                                       |

|  | Râs iberic (L. pardinus) |
|  |                          |
|  | Râs eurasiatic (L. lynx) |
|  |                          |

| Descendența Puma              | Acinonyx (Ghepard), Puma (pumă), Herpailurus (jaguarundi)                                                                                                   |
|                               | Acinonyx (Ghepard), Puma (pumă), Herpailurus (jaguarundi)                                                                                                   |
|                               | \| Descendența pisicii domestice \| Felis \| \| \| Felis \| \| Descendența pisicii leopard \| Prionailurus, Otocolobus \| \| \| Prionailurus, Otocolobus \| |
|                               | |
| Descendența pisicii domestice | Felis |
|                               | Felis |
| Descendența pisicii leopard   | Prionailurus, Otocolobus |
|                               | Prionailurus, Otocolobus |

| Descendența pisicii domestice | Felis                    |
|                               | Felis                    |
| Descendența pisicii leopard   | Prionailurus, Otocolobus |
|                               | Prionailurus, Otocolobus |

| Descendența Puma              | Acinonyx (Ghepard), Puma (pumă), Herpailurus (jaguarundi)                                                                                                   |
|                               | Acinonyx (Ghepard), Puma (pumă), Herpailurus (jaguarundi)                                                                                                   |
|                               | \| Descendența pisicii domestice \| Felis \| \| \| Felis \| \| Descendența pisicii leopard \| Prionailurus, Otocolobus \| \| \| Prionailurus, Otocolobus \| |
|                               | |
| Descendența pisicii domestice | Felis |
|                               | Felis |
| Descendența pisicii leopard   | Prionailurus, Otocolobus |
|                               | Prionailurus, Otocolobus |

| Descendența pisicii domestice | Felis                    |
|                               | Felis                    |
| Descendența pisicii leopard   | Prionailurus, Otocolobus |
|                               | Prionailurus, Otocolobus |

|  | Râs canadian (L. canadensis)                                                          |
|  |                                                                                       |
|  | \| \| Râs iberic (L. pardinus) \| \| \| \| \| \| Râs eurasiatic (L. lynx) \| \| \| \| |
|  |                                                                                       |
|  | Râs iberic (L. pardinus)                                                              |
|  |                                                                                       |
|  | Râs eurasiatic (L. lynx)                                                              |
|  |                                                                                       |

|  | Râs iberic (L. pardinus) |
|  |                          |
|  | Râs eurasiatic (L. lynx) |
|  |                          |

|  | Râs canadian (L. canadensis)                                                          |
|  |                                                                                       |
|  | \| \| Râs iberic (L. pardinus) \| \| \| \| \| \| Râs eurasiatic (L. lynx) \| \| \| \| |
|  |                                                                                       |
|  | Râs iberic (L. pardinus)                                                              |
|  |                                                                                       |
|  | Râs eurasiatic (L. lynx)                                                              |
|  |                                                                                       |

|  | Râs iberic (L. pardinus) |
|  |                          |
|  | Râs eurasiatic (L. lynx) |
|  |                          |

|  | Râs canadian (L. canadensis)                                                          |
|  |                                                                                       |
|  | \| \| Râs iberic (L. pardinus) \| \| \| \| \| \| Râs eurasiatic (L. lynx) \| \| \| \| |
|  |                                                                                       |
|  | Râs iberic (L. pardinus)                                                              |
|  |                                                                                       |
|  | Râs eurasiatic (L. lynx)                                                              |
|  |                                                                                       |

|  | Râs iberic (L. pardinus) |
|  |                          |
|  | Râs eurasiatic (L. lynx) |
|  |                          |

|  | Râs canadian (L. canadensis)                                                          |
|  |                                                                                       |
|  | \| \| Râs iberic (L. pardinus) \| \| \| \| \| \| Râs eurasiatic (L. lynx) \| \| \| \| |
|  |                                                                                       |
|  | Râs iberic (L. pardinus)                                                              |
|  |                                                                                       |
|  | Râs eurasiatic (L. lynx)                                                              |
|  |                                                                                       |

|  | Râs iberic (L. pardinus) |
|  |                          |
|  | Râs eurasiatic (L. lynx) |
|  |                          |

| Descendența Puma              | Acinonyx (Ghepard), Puma (pumă), Herpailurus (jaguarundi)                                                                                                   |
|                               | Acinonyx (Ghepard), Puma (pumă), Herpailurus (jaguarundi)                                                                                                   |
|                               | \| Descendența pisicii domestice \| Felis \| \| \| Felis \| \| Descendența pisicii leopard \| Prionailurus, Otocolobus \| \| \| Prionailurus, Otocolobus \| |
|                               | |
| Descendența pisicii domestice | Felis |
|                               | Felis |
| Descendența pisicii leopard   | Prionailurus, Otocolobus |
|                               | Prionailurus, Otocolobus |

| Descendența pisicii domestice | Felis                    |
|                               | Felis                    |
| Descendența pisicii leopard   | Prionailurus, Otocolobus |
|                               | Prionailurus, Otocolobus |

| Descendența Puma              | Acinonyx (Ghepard), Puma (pumă), Herpailurus (jaguarundi)                                                                                                   |
|                               | Acinonyx (Ghepard), Puma (pumă), Herpailurus (jaguarundi)                                                                                                   |
|                               | \| Descendența pisicii domestice \| Felis \| \| \| Felis \| \| Descendența pisicii leopard \| Prionailurus, Otocolobus \| \| \| Prionailurus, Otocolobus \| |
|                               | |
| Descendența pisicii domestice | Felis |
|                               | Felis |
| Descendența pisicii leopard   | Prionailurus, Otocolobus |
|                               | Prionailurus, Otocolobus |

| Descendența pisicii domestice | Felis                    |
|                               | Felis                    |
| Descendența pisicii leopard   | Prionailurus, Otocolobus |
|                               | Prionailurus, Otocolobus |

|  | Râs canadian (L. canadensis)                                                          |
|  |                                                                                       |
|  | \| \| Râs iberic (L. pardinus) \| \| \| \| \| \| Râs eurasiatic (L. lynx) \| \| \| \| |
|  |                                                                                       |
|  | Râs iberic (L. pardinus)                                                              |
|  |                                                                                       |
|  | Râs eurasiatic (L. lynx)                                                              |
|  |                                                                                       |

|  | Râs iberic (L. pardinus) |
|  |                          |
|  | Râs eurasiatic (L. lynx) |
|  |                          |

|  | Râs canadian (L. canadensis)                                                          |
|  |                                                                                       |
|  | \| \| Râs iberic (L. pardinus) \| \| \| \| \| \| Râs eurasiatic (L. lynx) \| \| \| \| |
|  |                                                                                       |
|  | Râs iberic (L. pardinus)                                                              |
|  |                                                                                       |
|  | Râs eurasiatic (L. lynx)                                                              |
|  |                                                                                       |

|  | Râs iberic (L. pardinus) |
|  |                          |
|  | Râs eurasiatic (L. lynx) |
|  |                          |

|  | Râs canadian (L. canadensis)                                                          |
|  |                                                                                       |
|  | \| \| Râs iberic (L. pardinus) \| \| \| \| \| \| Râs eurasiatic (L. lynx) \| \| \| \| |
|  |                                                                                       |
|  | Râs iberic (L. pardinus)                                                              |
|  |                                                                                       |
|  | Râs eurasiatic (L. lynx)                                                              |
|  |                                                                                       |

|  | Râs iberic (L. pardinus) |
|  |                          |
|  | Râs eurasiatic (L. lynx) |
|  |                          |

|  | Râs canadian (L. canadensis)                                                          |
|  |                                                                                       |
|  | \| \| Râs iberic (L. pardinus) \| \| \| \| \| \| Râs eurasiatic (L. lynx) \| \| \| \| |
|  |                                                                                       |
|  | Râs iberic (L. pardinus)                                                              |
|  |                                                                                       |
|  | Râs eurasiatic (L. lynx)                                                              |
|  |                                                                                       |

|  | Râs iberic (L. pardinus) |
|  |                          |
|  | Râs eurasiatic (L. lynx) |
|  |                          |

| Descendența Puma              | Acinonyx (Ghepard), Puma (pumă), Herpailurus (jaguarundi)                                                                                                   |
|                               | Acinonyx (Ghepard), Puma (pumă), Herpailurus (jaguarundi)                                                                                                   |
|                               | \| Descendența pisicii domestice \| Felis \| \| \| Felis \| \| Descendența pisicii leopard \| Prionailurus, Otocolobus \| \| \| Prionailurus, Otocolobus \| |
|                               | |
| Descendența pisicii domestice | Felis |
|                               | Felis |
| Descendența pisicii leopard   | Prionailurus, Otocolobus |
|                               | Prionailurus, Otocolobus |

| Descendența pisicii domestice | Felis                    |
|                               | Felis                    |
| Descendența pisicii leopard   | Prionailurus, Otocolobus |
|                               | Prionailurus, Otocolobus |

| Descendența Puma              | Acinonyx (Ghepard), Puma (pumă), Herpailurus (jaguarundi)                                                                                                   |
|                               | Acinonyx (Ghepard), Puma (pumă), Herpailurus (jaguarundi)                                                                                                   |
|                               | \| Descendența pisicii domestice \| Felis \| \| \| Felis \| \| Descendența pisicii leopard \| Prionailurus, Otocolobus \| \| \| Prionailurus, Otocolobus \| |
|                               | |
| Descendența pisicii domestice | Felis |
|                               | Felis |
| Descendența pisicii leopard   | Prionailurus, Otocolobus |
|                               | Prionailurus, Otocolobus |

| Descendența pisicii domestice | Felis                    |
|                               | Felis                    |
| Descendența pisicii leopard   | Prionailurus, Otocolobus |
|                               | Prionailurus, Otocolobus |

|  | Râs canadian (L. canadensis)                                                          |
|  |                                                                                       |
|  | \| \| Râs iberic (L. pardinus) \| \| \| \| \| \| Râs eurasiatic (L. lynx) \| \| \| \| |
|  |                                                                                       |
|  | Râs iberic (L. pardinus)                                                              |
|  |                                                                                       |
|  | Râs eurasiatic (L. lynx)                                                              |
|  |                                                                                       |

|  | Râs iberic (L. pardinus) |
|  |                          |
|  | Râs eurasiatic (L. lynx) |
|  |                          |

|  | Râs canadian (L. canadensis)                                                          |
|  |                                                                                       |
|  | \| \| Râs iberic (L. pardinus) \| \| \| \| \| \| Râs eurasiatic (L. lynx) \| \| \| \| |
|  |                                                                                       |
|  | Râs iberic (L. pardinus)                                                              |
|  |                                                                                       |
|  | Râs eurasiatic (L. lynx)                                                              |
|  |                                                                                       |

|  | Râs iberic (L. pardinus) |
|  |                          |
|  | Râs eurasiatic (L. lynx) |
|  |                          |

|  | Râs canadian (L. canadensis)                                                          |
|  |                                                                                       |
|  | \| \| Râs iberic (L. pardinus) \| \| \| \| \| \| Râs eurasiatic (L. lynx) \| \| \| \| |
|  |                                                                                       |
|  | Râs iberic (L. pardinus)                                                              |
|  |                                                                                       |
|  | Râs eurasiatic (L. lynx)                                                              |
|  |                                                                                       |

|  | Râs iberic (L. pardinus) |
|  |                          |
|  | Râs eurasiatic (L. lynx) |
|  |                          |

|  | Râs canadian (L. canadensis)                                                          |
|  |                                                                                       |
|  | \| \| Râs iberic (L. pardinus) \| \| \| \| \| \| Râs eurasiatic (L. lynx) \| \| \| \| |
|  |                                                                                       |
|  | Râs iberic (L. pardinus)                                                              |
|  |                                                                                       |
|  | Râs eurasiatic (L. lynx)                                                              |
|  |                                                                                       |

|  | Râs iberic (L. pardinus) |
|  |                          |
|  | Râs eurasiatic (L. lynx) |
|  |                          |

| Descendența Puma              | Acinonyx (Ghepard), Puma (pumă), Herpailurus (jaguarundi)                                                                                                   |
|                               | Acinonyx (Ghepard), Puma (pumă), Herpailurus (jaguarundi)                                                                                                   |
|                               | \| Descendența pisicii domestice \| Felis \| \| \| Felis \| \| Descendența pisicii leopard \| Prionailurus, Otocolobus \| \| \| Prionailurus, Otocolobus \| |
|                               | |
| Descendența pisicii domestice | Felis |
|                               | Felis |
| Descendența pisicii leopard   | Prionailurus, Otocolobus |
|                               | Prionailurus, Otocolobus |

| Descendența pisicii domestice | Felis                    |
|                               | Felis                    |
| Descendența pisicii leopard   | Prionailurus, Otocolobus |
|                               | Prionailurus, Otocolobus |

| Descendența Puma              | Acinonyx (Ghepard), Puma (pumă), Herpailurus (jaguarundi)                                                                                                   |
|                               | Acinonyx (Ghepard), Puma (pumă), Herpailurus (jaguarundi)                                                                                                   |
|                               | \| Descendența pisicii domestice \| Felis \| \| \| Felis \| \| Descendența pisicii leopard \| Prionailurus, Otocolobus \| \| \| Prionailurus, Otocolobus \| |
|                               | |
| Descendența pisicii domestice | Felis |
|                               | Felis |
| Descendența pisicii leopard   | Prionailurus, Otocolobus |
|                               | Prionailurus, Otocolobus |

| Descendența pisicii domestice | Felis                    |
|                               | Felis                    |
| Descendența pisicii leopard   | Prionailurus, Otocolobus |
|                               | Prionailurus, Otocolobus |

## Caracteristici
Râsul canadian este o felidă suplă de mărime medie caracterizată de blană deasă, lungă, de urechi triunghiulare cu ciufuri negre la vârfuri și de labe late, ce acționează ca niște rachete de zăpadă⁠(en)[traduceți]. La fel ca la râsul roșu, picioarele din spate îi sunt mai lungi decât cele din față, așa că spatele îi se înclină dinspre spate înspre față. Râsul canadian este dimorf sexual, masculii fiind mai mari și mai grei decât femelele. Lungimea totală a râsului este de 73 până la 107 cm, iar înălțimea până la greabăn este de 48–56 cm; femelele variază în greutate de la 5 până la 12 kg, iar masculii de la 6 până la 17 kg, însă a fost înregistrată și o excepție, un mascul din Pennsylvania ce cântărea 20 kg. Proporțiile fizice nu variază semnificativ de-a lungul arealului și sunt probabil selectate natural pentru a permite supraviețuirea cu prăzi mai mici. Coada, ce este ca un ciot, este de 5–13 cm în lungime și are vârful în întregime negru. Mușchii scheletici constituie 56,5 % din greutatea corporală a râsului canadian.
Blana deasă, lungă, uniform colorată cu puține semne spre deloc, exceptând părțile inferioare, izolează râsul în habitatul său glacial. Blana este de obicei brună gălbenie, deși în Newfoundland poate varia de la brun sau bubalin-cenușiu în timpul primăverii și a verii la o nuanță cenușie cu o aparență încărunțită pe timpul iernii; părțile inferioare sunt albe și poate avea câteva puncte închise la culoare. A fost raportat despre un individ din Alaska că avea blana albăstruie-cenușie. Blana este în general mai scurtă vara decât iarna. Părțile din spate ale urechilor sunt brune cu un punct argintiu-cenușiu. Ciufuri negre de circa 4 cm în lungime se înalță din vârfurile urechilor, ce sunt căptușite cu blană neagră. Iarna, părul de la părțile de jos ale obrajilor devine mai lung, creând impresia unei freze înconjurând gâtul. Femela are patru sfârcuri.
Ghearele sunt ascuțite și complet retractabile. Labele late, mari, sunt acoperite cu blană lungă și deasă și poate atinge chiar și lățimea de 10 cm pentru a se deplasa rapid și cu ușurință pe zăpadă moale. Labele sale pot suporta o greutate de aproape două ori mai mare decât cele ale râsului roșu înainte de a se scufunda. Ambele specii se deplasează cu laba din spate de obicei urmând laba din față și adesea nu formează o linie dreaptă. Pasul râsului canadian este de 300–460 mm, pe când cel al râsului roșu variază la 130–410 mm. Urmele lăsate de un râs canadian sunt în general mai mari decât cele lăsate de un râs roșu; blana mai deasă poate face pernițele degetelor picioarelor din spate să pară mai proeminente în zăpadă. Pe pământ, urmele lăsate de râsul canadian sunt de 76–95 mm în lungime și 89–144 mm în lățime, în timp ce cele lăsate pe zăpadă sunt mai mari (110 mm în lungime și 130 mm în lățime). Blana caldă, labele late și picioarele lungi îi servesc râsului ca adaptări pentru navigarea și vânătoarea eficientă pe zăpadă.
Râsul canadian are 28 de dinți. Formula dentară⁠(en)[traduceți] este 3.1.2.13.1.2.1. Dentiția de lapte⁠(en)[traduceți] este 3.1.23.1.2, căci puii nu au molari. Cei patru canini, ce sunt lungi, sunt folosiți pentru perforare și apucare. Râsul poate simiți unde mușcă prada cu caninii deoarece aceștia sunt bine-înzestrați cu nervi. Are și patru dinți carnasieri⁠(en)[traduceți] care taie carnea în bucăți mici. Pentru a își folosi carnasierii, râsul trebuie să mestece carnea cu capul lăsat într-o parte. Există spații mari între cei patru canini și restul dinților, iar cei de-ai doilea premolari superiori sunt absenți, pentru ca mușcătura să străpungă prada cât mai adânc posibil.
Râsul canadian poate fi deosebit de râsul roșu prin ciufurile sale mai lungi de la urechi, labele mai mari, coada mai scurtă cu vârful complet negru, picioarele mai lungi și prin nuanța mai cenușie și numărul mai mic al semnelor de pe blană. Râsul roșu este în general mai mic decât râsul canadian, dar în zonele unde sunt simpatrici⁠(en)[traduceți], râsul roșu tinde să fie mai mare și poate în continuare să fie confundat cu râsul canadian.

## Răspândire și habitat

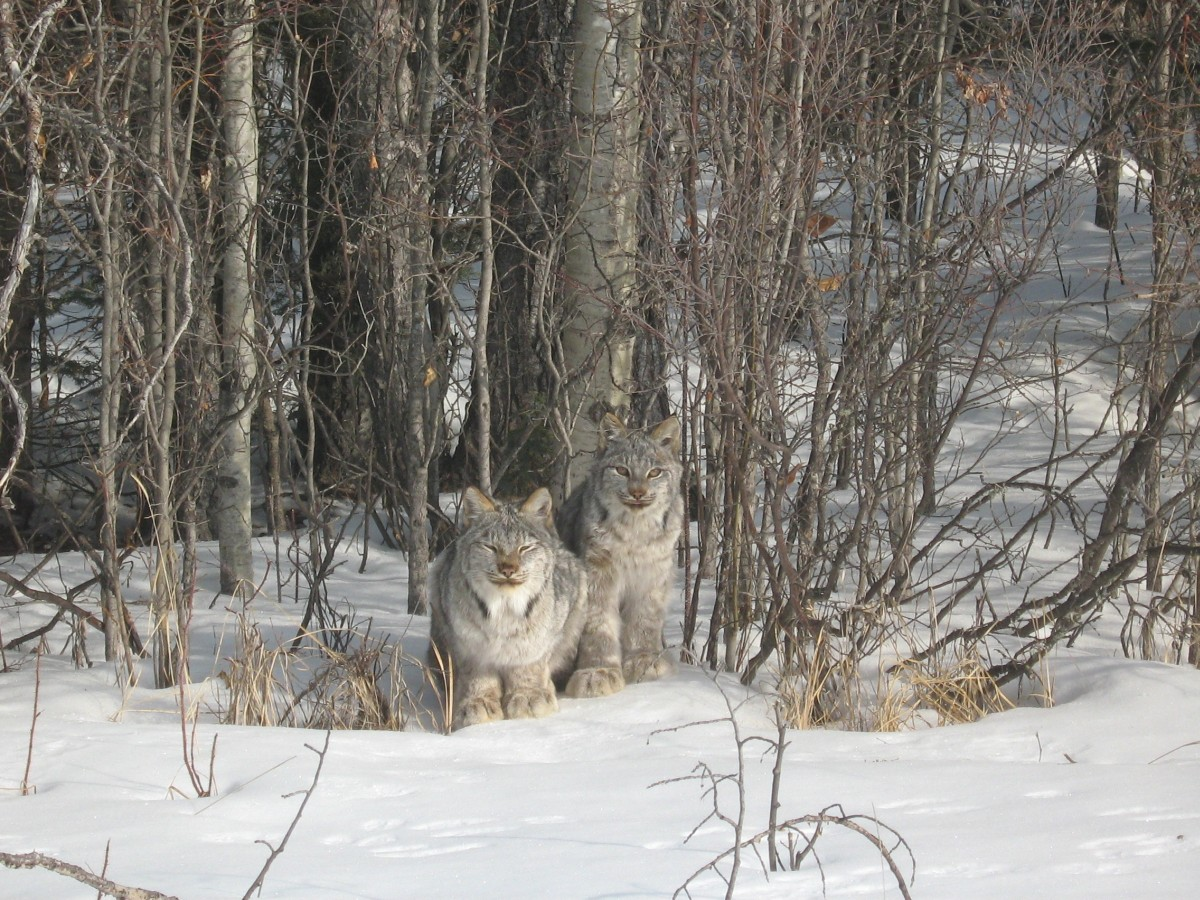
Râșii canadieni preferă păduri boreale dense.

Râsul canadian viețuiește predominant în pădurile boreale dese ale Canadei⁠(en)[traduceți], iar arealul său coincide foarte mult cu cel al iepurelui de zăpadă. În trecut, râsul se găsea în nordul Statelor Unite, în 24 de state, posibil la sud de Munții Stâncoși în New Mexico și la nord de limita superioară a arborilor în Arctica prin păduri de conifere în Alaska și Canada. Râsul încă se găsește în majoritatea Alaskăi și Canadei din fostul său areal. În Statele Unite, râsul canadian se găsește în Munții Albaștri⁠(en)[traduceți] și Lanțul Cascadelor în Nord-vestul Pacific⁠(en)[traduceți], Munții Stâncoși, nordul regiunii Marilor Lacuri⁠(en)[traduceți] (în Minnesota și Peninsula Superioară⁠(en)[traduceți] a statului Michigan) și nordul Noii Anglii (in New Hampshire, Maine și Vermont). Râsul a fost reintrodus cu succes în Colorado începând din 1999, după ce a dispărut din stat în anii 1970. Râșii canadieni evită în general spațiile deschise în ciuda disponibilității bune a prăzilor; le este dificil să supraviețuiască în zone defrișate intens și pe terenuri agricole, cu toate că o pot duce bine în zone despădurite care au fost lăsate să se regenereze cel puțin cincisprezece ani. Au fost înregistrați râși canadieni până la altitudinea de 4.130 m. Este considerat a fi dispărut la nivel local în New York, Pennsylvania, Massachusetts, Nevada, Indiana și Ohio.
Un râs canadian a fost împușcat în apropierea orașului Newton Abbot din Regatul Unit în 1903 după ce a atacat doi câini. Animalul a rămas neidentificat pe atunci, a fost conservat de Bristol City Museum and Art Gallery⁠(en)[traduceți] și a fost în cele din urmă identificat într-un studiu din 2014. Cercetătorii au concluzionat că probabil a fost captiv o vreme, eventual ca animal de companie exotic⁠(en)[traduceți] sau ca membru al unei menajerii călătoare⁠(en)[traduceți], dar se poate să fi supraviețuit pentru o perioadă semnificativă după ca a evadat. L-au considerat a fi „cel mai timpuriu exemplar înregistrat al unei felide exotice în libertate din UK”.

## Ecologie și comportament
Râsul canadian tinde să fie nocturn la fel ca parada sa primară, iepurele de zăpadă. Cu toate acestea, poate fi observată activitate și pe durata zilei. Pentru a își procura prada, râsul poate parcurge zilnic 8–9 km, deplasându-se cu 0,75–1,46 km/h. Acești râși sunt niște înotători buni; o relatare înregistrează un râs canadian înotând 3,2 km de-a lungul Fluviului Yukon. Râșii canadieni sunt cățărători eficienți și se feresc de prădători cățărându-se în copaci la înălțime mare, dar vânează exclusiv pe sol. Acești râși sunt în principal solitari, cu interacțiuni sociale minime exceptând relațiile dintre mame și fiicele lor și asocierea temporară între indivizii de sex opus în timpul sezonului de împerechere. Indivizii de același sex tind să se evite reciproc în mod special, formând teritorii „intersexuale”—o structură socială similară cu cea a urșilor, râșilor roșii, pumelor și mustelidelor. Agresiunea intraspecifică și canibalismul consecvent sunt rare, dar pot fi mai frecvente atunci când hrana este rară.

### Domenii vitale

Râșii canadieni sunt de regulă solitari cu relații sociale minime.

Râșii canadieni stabilesc domenii vitale care variază foarte mult în dimensiune în funcție de metoda de măsurare. Cele două metode comune sunt urmarea urmelor lăsate în zăpadă de către râs și radiotelemetria⁠(en)[traduceți]; urmarea urmelor din zăpadă rezultă de obicei în mărimi mai mici ale domeniilor vitale. Studii bazate pe urmarea urmelor din zăpadă au estimat dimensiunile domeniilor vitale la câte 11,1–49,5 km², pe când cele bazate pe radiotelemetrie au furnizat suprafețe ca fiind de câte 8–783 km². La fel ca alte felide, râșii canadieni își marchează cu miros domeniile împroșcând urină și lăsând fecale în zăpadă, pe cioturi de copaci sau în alte locuri proeminente din și dimprejurul domeniilor lor.
Factori precum disponibilitatea prăzilor (în principal a iepurilor de zăpadă), densitatea râșilor și topografia habitatului determină forma și mărimea domeniului vital. Au fost studii care au încercat să coreleze abundența iepurilor de zăpadă dintr-o zonă cu mărimile domeniilor vitale ale râșilor din acea zonă. Un studiu din 1985 a arătat că mărimea medie a domeniilor vitale s-a schimbat dramatic—de la câte 13,2 la câte 39,2 km²—când densitatea iepurilor a scăzut de la 14,7 la 1 per hectar. Cu toate acestea, câteva alte studii au raportat reacții diferite din partea râșilor canadieni în vremuri de raritate a prăzilor; unii râși nu prezintă nicio schimbare în domeniile lor vitale, pe când alții pot recurge la a vâna pe suprafețe mici, ocupând domenii vitale mici. În general, râșii canadieni nu își părăsesc frecvent domeniile vitale, deși disponibilitatea limitată a prăzilor îi poate forța să se răsfire sau să își extindă domeniile.
Masculii tind să ocupe domenii mai întinse decât femelele; de exemplu, datele de la o analiză radiotelemetrică din 1980 din Minnesota a arătat că domeniile vitale ale masculilor se întind fiecare pe o suprafață de câte 145–243 km², pe când cele ale femelelor acopereau fiecare câte 51–122 km². În cadrul unui studiu din sudul Teritoriilor de Nord-Vest, domeniile indiviziilor de sex opus au fost găsite ca suprapunându-se intens, pe când cele ale indivizilor de același sex de abia coincideau. Studiul a sugerat că indivizii nu prezintă nicio tendință semnificativă de a se evita sau amesteca reciproc, iar prin urmare și-ar păzi domeniile numai pasiv. Domeniile vitale ale femelelor se contractă în mărime atunci când femelele au rânduri de pui de care să aibă grijă, extinzându-se la mărimea originală când vine vremea înțărcării⁠(en)[traduceți].
Râșii canadieni de la periferia unei populații, având în vedere numărul lor mai mic și predispoziția la a se separa de populația centrală de către bariere naturale (precum râuri), pot avea dificultăți mai mari în a se împerechea cu râși dinspre centrul populației și prin urmare prezintă variabilitate genetică mai scăzută. Totuși, se știe că râșii canadieni se răsfiră pe distanțe lungi, adesea de mii de kilometri, ceea ce poate duce la creșterea variabilității genetice la populațiile puternic separate. De obicei se mută în zone unde disponibilitatea prăzilor și caracteristicile zăpezii (precum duritatea sa și măsura în care labele li se scufundă în zăpadă) sunt mai mult sau mai puțin similare; indivizii se pot răsfira pe parcursul unor suprafețe mai mici în zone cu zăpadă mai moale.

### Dietă și vânarea prăzii

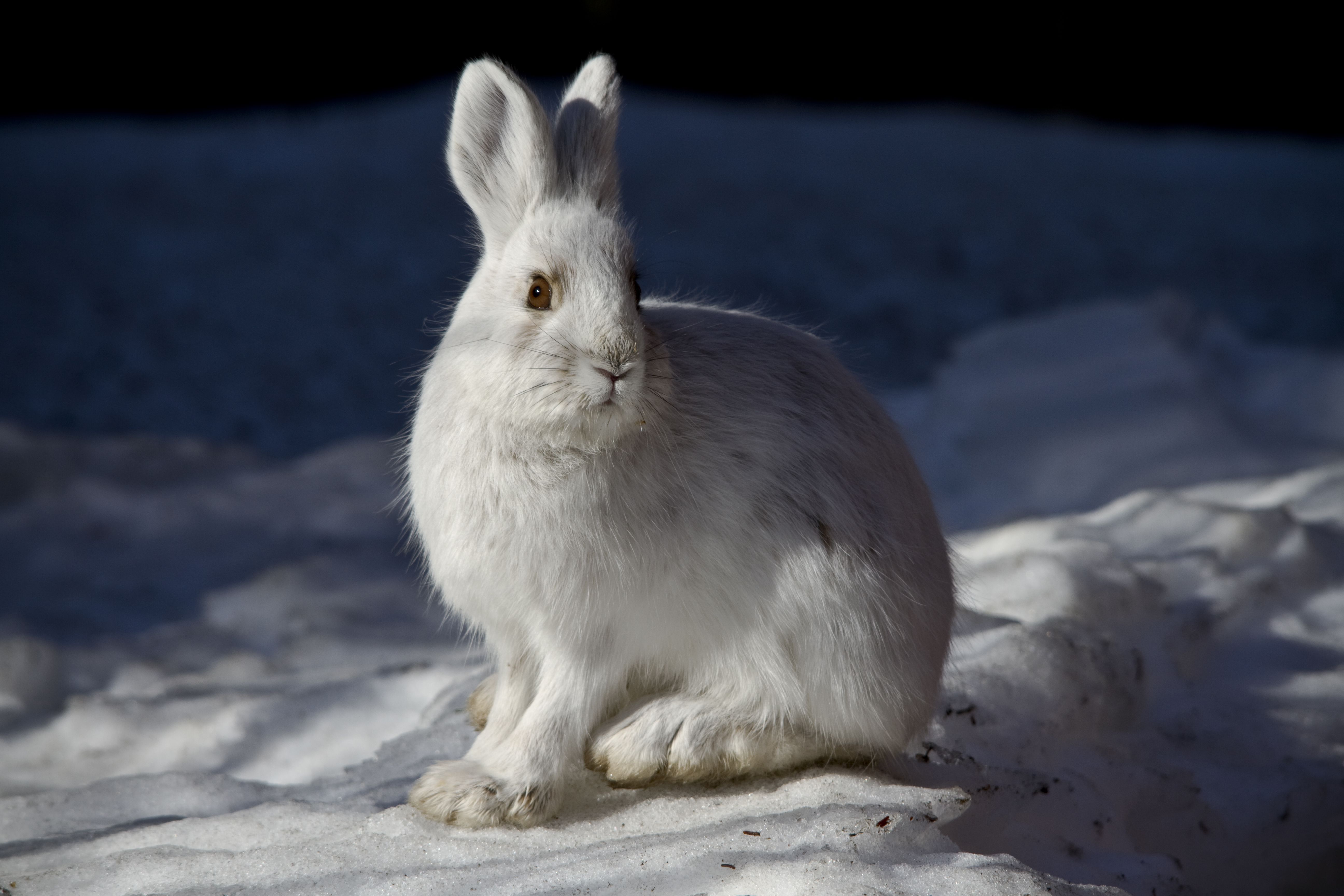
Iepurele de zăpadă este prada primară a râsului canadian.

Râsul canadian vânează în principal iepuri de zăpadă. Acești iepuri alcătuiesc 35–97 % din dieta lor; proporția variază în funcție de anotimp și abundența iepurilor. Totuși, în vremurile când numărul iepurilor scade, râșii canadieni includ alte animale în dieta lor—precum rațe, păsări din tribul Tetraonini⁠(en)[traduceți], cârtițe, păsări din genul Lagopus⁠(en)[traduceți], veverițe roșii americane⁠(en)[traduceți], anumite specii de rozătoare din subfamilia Arvicolinae și copitate tinere (Ovis dalli, cerbi catâri și reni din subspecia Rangifer tarandus caribou⁠(en)[traduceți])—deși iepurele de zăpadă continuă să fie componenta primară. Râsul canadian tinde să fie mai puțin selectiv vara și toamna, adăugând dietei lor mamifere mici pe lângă iepuri. Motivul din spatele acestui comportament este necunoscut—ar putea fi cauzat de o abundență mai mare a prăzilor alternative sau de succesul redus la vânarea iepurilor. Un studiu din Alaska a descoperit că râșii au jucat un rol în scăderea populațiilor de vulpi roșii și de copiate din speciile Ovis dalli și Rangifer tarandus caribou atunci când numărul de iepuri era foarte scăzut. S-a raportat de asemenea că se hrănesc ocazional cu plante suculente, rogozuri și graminee. Râșii canadieni ingerează zilnic fiecare câte 0,6–1,2 kg de hrană.

Râșii canadieni vânează pe la amurg și noapte, atunci când iepurii de zăpadă tind să fie activi. Se bazează pe văz și auz pentru a localiza prada. Râsul cutreieră sau așteaptă (în ceea ce cercetătorii adesea numesc „culcușuri de ambuscadă”) pe anumite trasee frecventate de iepuri de zăpadă, după care saltă pe un iepure și îl ucide cu o mușcătură de cap sau de partea din față sau din spate a gâtului. Uneori poate fi necesară o urmărire de până la câteva sărituri pentru a prinde prada. Râsul este asistat de văzul stereoscopic la detectarea prăzii și măsurarea distanțelor. Statul în covorul vegetal ajută râsul în habitatul său glacial să evite orice mișcări nenecesare atunci când vânează. Copitatelor tinere le este aplicată o mușcătură de partea din față a gâtului pentru a fi sufocate până ce mor. Râsul își poate mânca prada imediat sau să o depoziteze⁠(en)[traduceți] în zăpadă sau frunze pentru a o mânca pe parcursul următoarelor zile. Studiile sugerează că succesul la vânarea iepurilor depinde foarte mult de distanța dintre râs și iepure atunci când râsul începe să îl fugărească și de viteza lor relativă, care la rândul ei depinde de priceperea la vânătoare a râsului, de vigilența iepurelui și de covorul vegetal printre alți factori. Râșii canadieni vânează ocazional împreună, deși ceea ce spun studiile în legătură cu modul în care asta afectează rata succesului în comparație cu vânarea pe cont propriu diferă. Acești râși pot vâna în grupuri atunci când iepurii sunt rari. Hrănirea cu cadavre este comună; se hrănesc și cu copitate ucise de frig sau de vehicule.

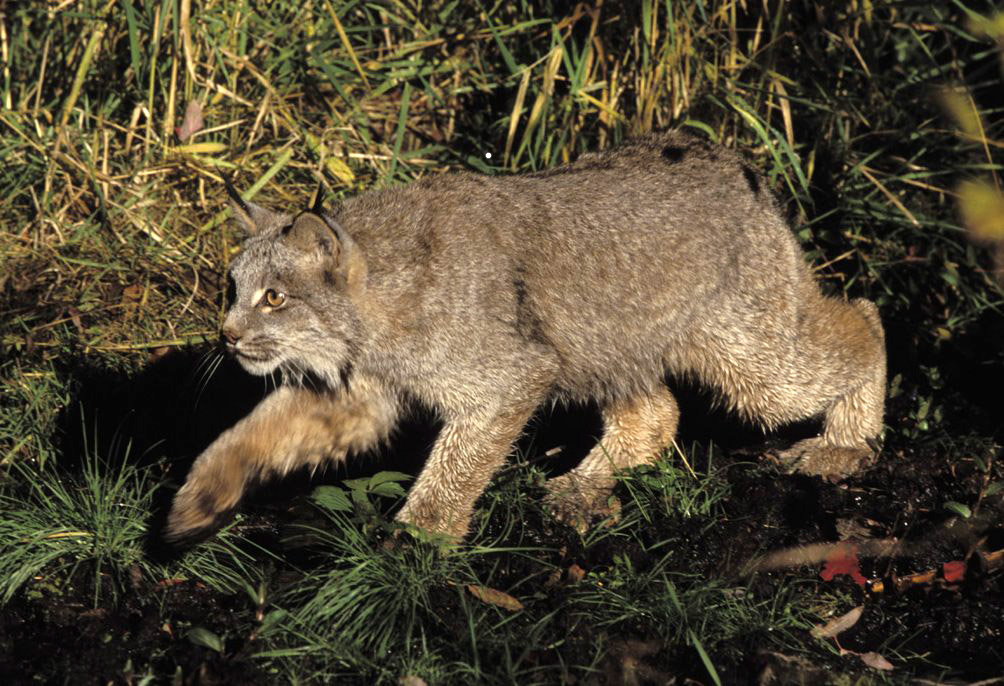
Un râs canadian pândindu-și prada

În afara râșilor canadieni, coioții sunt și ei prădători majori ai iepurilor de zăpadă. Un studiu a arătat că comparativ cu râșii canadieni, labele picioarelor ale coioților se scufundă mai adânc în zăpadă din cauza dimensiunii lor mai mici, deci coioții au masa corporală mai mare la raportul dintre masa corporală și suprafața labei piciorului, ceea ce îi obligă să își prindă prada în ambuscadă în loc să o fugărească așa cum fac de obicei râșii. Un studiu asupra acestor două animale în sud-vestul Yukonului a raportat că atunci când populația iepurilor a crescut, amândoi au ucis mai mult decât era necesar subzistenței; un râs are nevoie să mănânce 0,4–0,5 iepuri pe zi pentru a își satisface necesitățile energetice, dar râșii au fost observați ucigând 1,2 iepuri pe zi pe parcursul acestei perioade. Coioții, cu o rată a succesului de 36,9 %, au fost niște vânători mai de succes decât râșii, care au avut succes în 28,7 % din vânătorile lor; totuși, asta ar putea să fie consecința numărului mai mare de coioți adulți din populația studiată. Râșii rareori și-au depozitat prăzile, spre deosebire de coioți, iar asta s-ar putea să fi dus la consumarea incompletă a câtorva prăzi. Atunci când numărul iepurilor de zăpadă a scăzut, ambii prădători au vânat pentru aceeași perioadă de timp ca atunci când iepurii erau abundenți, dar râșii au ucis mai mulți iepuri decât înainte. Mai mult, râșii și-au completat dieta cu veverițe roșii americane.

### Relația cu iepurele de zăpadă

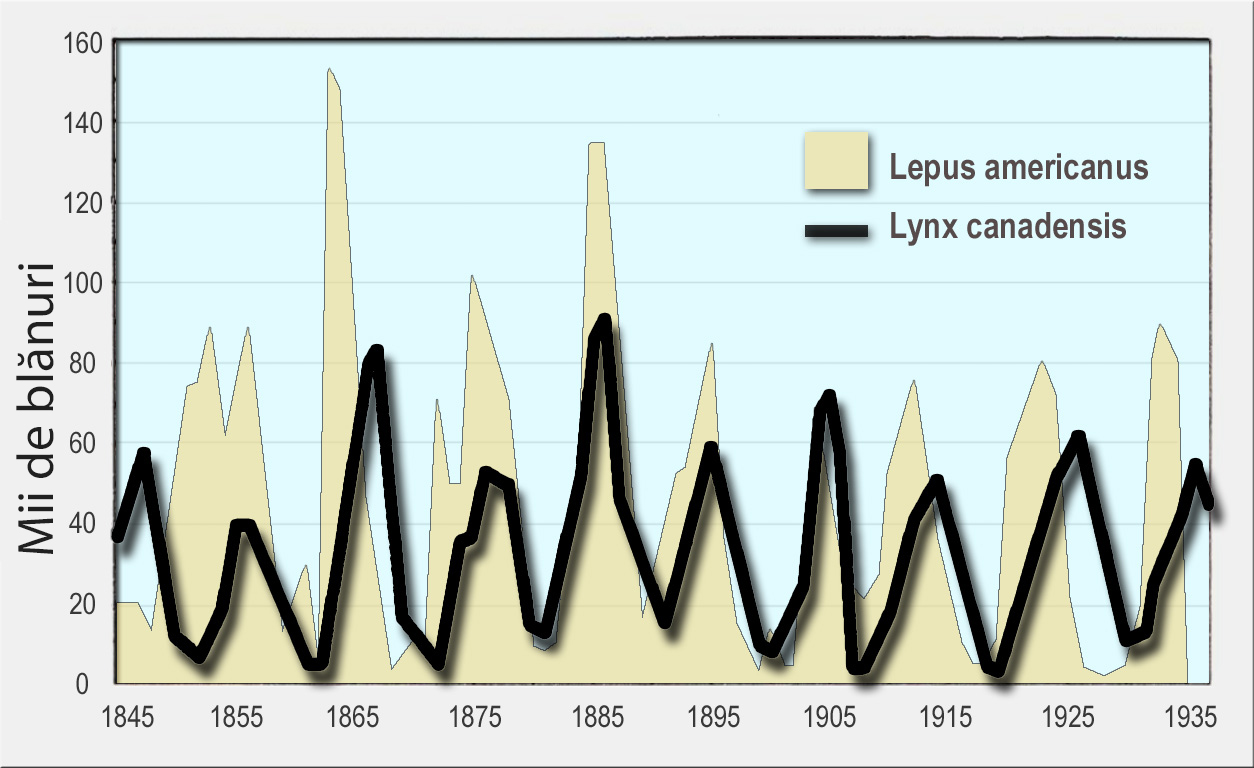
Numărul blănurilor de iepuri de zăpadă (Lepus americanus) (fundalul gălbeniu) și cel al celor de râși canadieni (linia neagră, prim plan) ce au fost vândute către en din 1845 până în 1935

Fiind un prădător specializat⁠(en)[traduceți], râsul canadian depinde foarte mult de iepurele de zăpadă pentru hrană. Populațiile de iepuri de zăpadă din Alaska și Canada centrală trec prin creșteri și scăderi ciclice—câteodată densitățile populației pot scădea de la cel mult 2.300/km² până la cel puțin 12/km². Prin urmare, o perioadă a rarității iepurilor are loc de fiecare dată o dată la opt până la 11 ani. Acesta fiind un exemplu al ciclului pradă-prădător, variațiile ciclice ale populațiilor iepurilor de zăpadă afectează semnificativ numărul prădătorilor lor—râșii și coioții—din regiune. Atunci când populațiile iepurilor scad puternic, râșii adesea se deplasează înspre zone cu mai mulți iepuri, uneori parcurgând peste 1.000 km, și tind să nu producă rânduri de pui; dacă numărul de iepuri crește, la fel și populația de râși. În nordul Canadei, abundența râșilor poate fi estimată pe baza înregistrărilor menținute de Hudson's Bay Company⁠(en)[traduceți] și Guvernul Canadei⁠(en)[traduceți] începând din anii 1730. Populații de râși au fost găsite variind periodic cu numărul de indivizi împărțindu-se egal de trei până la șaptesprezece ori. Aceste cicluri au fost citate ca un exemplu de ecuații prădător-pradă Lotka–Volterra⁠(en)[traduceți], cauzate de intervenția a trei factori majori—hrană, vânare și interacțiune socială. În cadrul unui studiu cuprinzând modelare statistică a relațiilor interspecifice ale iepurelui de zăpadă, speciile de plante cu care se hrănește iepurele și prădătorii acestuia (inclusiv râsul canadian) au sugerat că în timp ce demografia râsului depinde în principal de iepure, abundența iepurelui depinde atât de dieta sa, cât și de prădătorii săi, dintre care râsul canadian este doar unul dintre ei. Factori ai mediului înconjurător precum incendiile forestiere, ploaia și ninsoarea pot afecta de asemenea semnificativ acest ciclu prădător-pradă.

### Reproducere

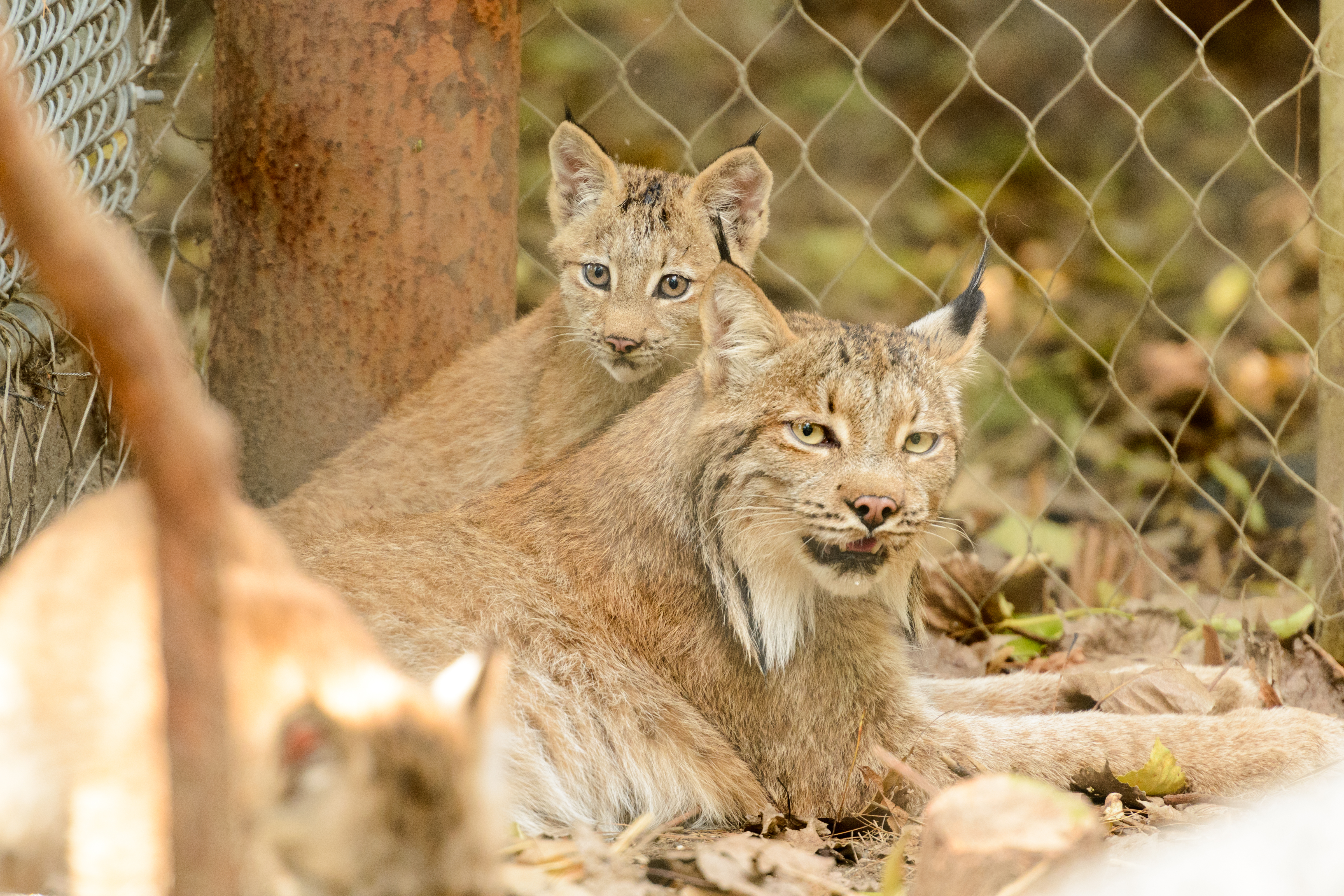
O mamă cu pui

Sezonul de împerechere durează cam o lună, durând din martie până pe la începutul lunii aprilie. Marcarea cu urină și strigătele produse pentru atragerea unui partener⁠(en)[traduceți] fac parte din comportamentul nupțial⁠(en)[traduceți] și crește interacțiunea dintre indivizii de sexe opuse. Femelele pot fi ovulatoare induse⁠(en)[traduceți], atunci când disponibilitatea partenerilor este scăzută, sau ovulatoare spontane, atunci când sunt disponibili câțiva parteneri. Femelele au un singur ciclu estral; estrul durează trei până la cinci zile în captivitate. Au fost observați indivizi emițând strigăte tânguitoare îndelungi, probabil pentru atragerea unui partener. Înainte de a da naștere, mama pregătește o vizuină maternă, de obicei în adunături foarte dense de plante și de regulă în desișuri de arbuști, copaci sau moloz lemnos.
După o gestație de două până la trei luni, un rând de pui ce constă în unu până la opt pui este născut. Ciclurile reproducătoare și mărimile rândurilor de pui ale râsului au fost observate ca variind în funcție de disponibilitatea prăzilor; mărimea rândurilor scade de obicei în ani în care populația iepurilor de zăpadă este scăzută (deodată cu rate ridicate ale mortalității infantile) și crește atunci când iepurii sunt abundenți. Un pui cântărește 175–235 g la naștere și inițial are blana de culoare bubalină cenușie cu semne negre. Sunt orbi pentru primele paisprezece zile și sunt înțărcați la douăsprezece săptămâni. Cele mai multe nașteri au loc în perioada mai-iulie. Puii părăsesc vizuina pe la cinci săptămâni și încep să vâneze de când au vârsta de șapte până la nouă luni. Își părăsesc mama pe la zece luni, căci atunci începe noul sezon de împerechere și reproducere, dar nu ating dimensiunea de adult complet până ce nu au vârsta de circa doi ani. Născuții femele își stabilesc de regulă domeniile vitale în apropiere de mamele lor și rămân să interacționeze cu ele pe viață, pe când născuții masculi se mută departe de domeniul mamelor lor. Femelele ating maturitatea sexuală⁠(en)[traduceți] la zece luni, dar de obicei întârzie împerecherea pe alt an; masculii se maturizează la doi–trei ani. S-a raportat despre râșii canadieni că ar trăi șaisprezece ani în sălbăticie, deși cei mai mulți nu supraviețuiesc nici zece; în captivitate pot atinge și douăzeci și șapte.

### Boli și mortalitate
Râsul canadian este cunoscut ca purtător al câtorva paraziți, printre care se numără Cylicospirura felineus, specii de tenie, Toxocara cati⁠(en)[traduceți], Toxascaris leonina⁠(en)[traduceți] și Troglostrongylus wilsoni. Se poate ca râșii canadieni să fi purtat un rol în transmiterea parazitului zoonotic Toxoplasma gondii către inuiți în America de Nord. Un studiu din 2019 a identificat pentru prima dată la un râs canadian o specie de virus din subfamilia Gammaherpesvirinae⁠(en)[traduceți]. Studiul a descoperit un nou percavirus⁠(en)[traduceți], numit LcaGHV1, în mostre de splină de râși canadieni din Maine și Newfoundland. Un studiu a identificat ciuma ca o cauză majoră a morții printre indivizii populațiilor reintroduse în Colorado.
Jderii pescari⁠(en)[traduceți] sunt cunoscuți drept vânători ocazionali de râși canadieni în Statele Unite nord-estice; un studiu din nordul statului Maine a identificat vânarea de către jderii pescari drept cauza principală a morții printre râșii canadieni pe parcursul a doisprezece ani, deși acest lucru nu pare să afecteze creșterea populației de râși.

## Interacțiuni cu oamenii

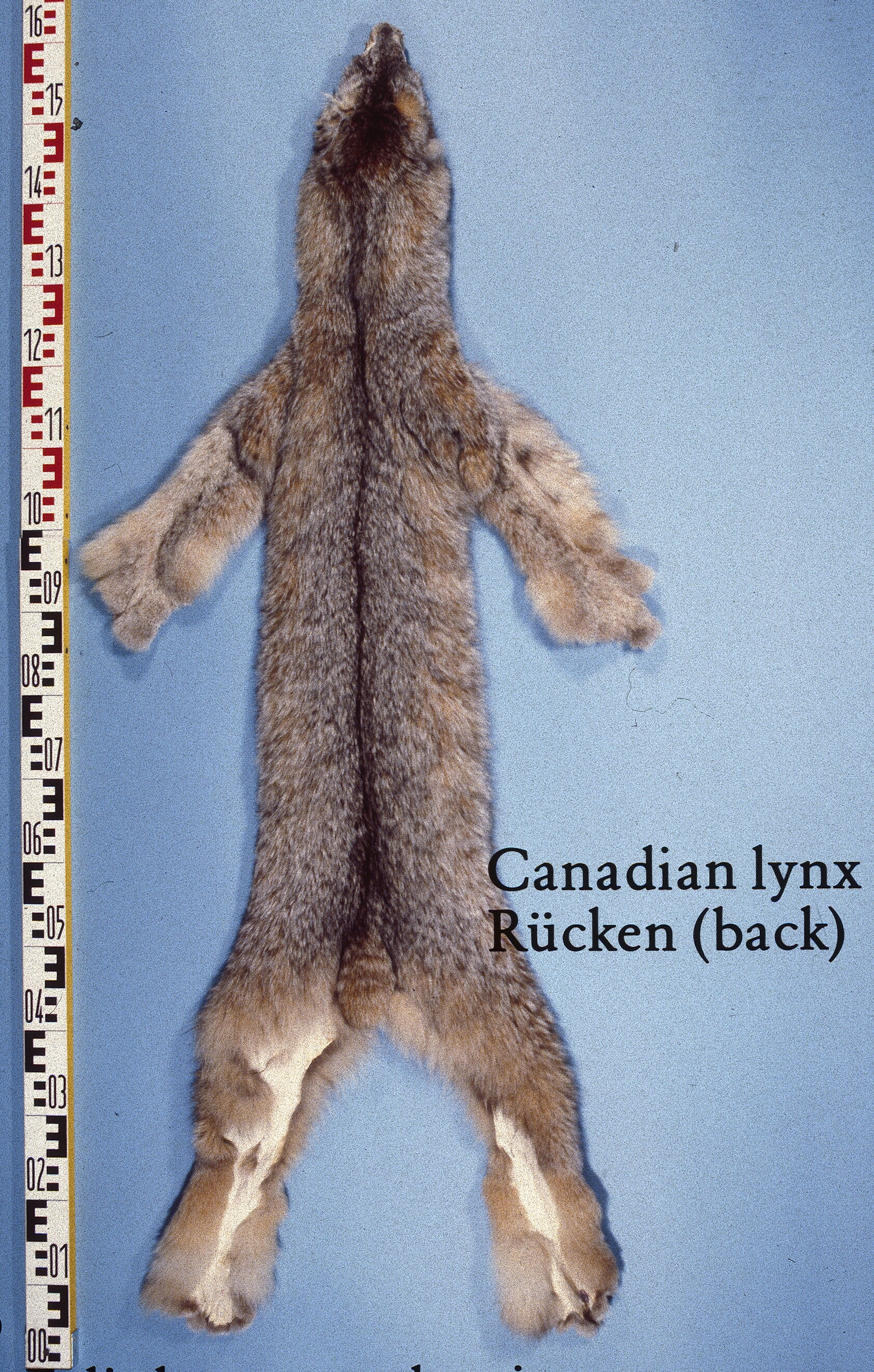
Blana unui râs canadian

### Comerț
Râși canadieni sunt prinși în capcană în anumite sezoane pe parcursul majorității Alaskăi și Canadei; sezoane de vânătoare și cote sunt stabilitate pe baza datelor despre populație. De regulă, Alberta conduce producția de blănuri, ceea ce înseamnă cam o treime din întreaga Canada. În urma unor scăderi ciclice în numărul de indivizi al populației de la mijlocul spre sfârșitul anilor 1980, a avut loc o scădere puternică a prețurilor și colectarea blănurilor de râși canadieni—numărul mediu de blănuri exportate din Canada și Statele Unite a scăzut de la 35.669, cât era în anii 1980–1984, la 7.360 în anii 1986–1989. Ulterior, numărul a crescut la 15.387 în perioada anilor 2000–2006. Comerțul ilegal cu blană și animale vii pare a fi în medie neglijabil la scară națională. Chiar și fără regularizare, ciclurile râs-iepure și răspândirea râsului au rămas neafectate în decursul ultimului secol.
Un sondaj asupra comerțului internațional cu viață sălbatică⁠(en)[traduceți] din perioada anilor 1980–2004 a înregistrat că dintre toți râșii, râsul canadian a reprezentat treizeci de procente de articole legale și puțin în comerțul ilegal. În timp ce a fost neclar ce râși erau preferați în America de Nord, blănurile de râs roșu și cele de râs canadian par să fi fost la cerere mai mare față de cele ale altor râși din piețele asiatice și cele europene.

### Amenințări și conservare

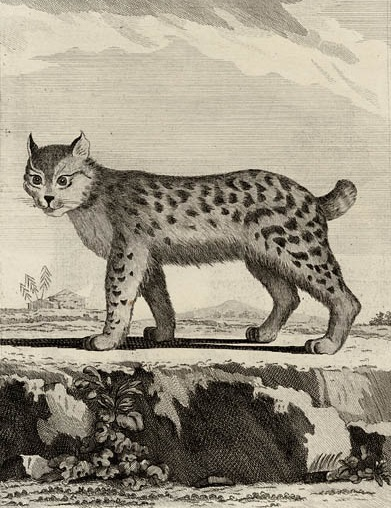
Ilustrație a unui râs canadian realizată pe la mijlocul secolului al XVIII-lea

În estul Canadei, râsul canadian este amenințat de competiția cu hibrizi dintre lup și coiot⁠(en)[traduceți], al căror număr a crescut în regiune în ultimele decenii. Pierderea habitatului este principala amenințare în Statele Unite contigue, în timp ce prinderea în capcană este o cauză relativ nesemnificativă a morții. În periferia sudică a arealului său a fost raportată hibridare între râși canadieni și râși roșii. Hibridarea între specii strâns înrudite poate delimita semnificativ arealul geografic al speciilor, mai ales dacă sunt pe cale de dispariție, căci succesul femelei de a se înmulți ar fi redus de nașterea unui rând de pui sterili; pe de o altă parte, hibrizii pot concura și să se împerecheze mai departe cu specia părinte, posibil reducând numărul de indivizi al speciilor părinți. Hibrizi între râs canadian și râs roșu au prezentat semne de înmulțire reușită și nu par să reprezinte vreo amenințare semnificativă pentru speciile părinți. Râsul canadian este abundent de-a lungul arealului său întins și timp de secole întregi nu este amenințat semnificativ de comerțul legal. Prin urmare, Uniunea Internațională pentru Conservarea Naturii (IUCN) clasifică râsul canadian drept specie neamenințată cu dispariția.
Cu toate acestea, populațiile constă relativ în mai puțini indivizi în jumătatea sudică a arealului și sunt protejate de comerțul cu blană. Râsul este listat ce fiind pe cale de dispariție din Noul Brunswick și Noua Scoție. În 24 martie 2000, US Fish and Wildlife Service⁠(en)[traduceți] (USFWS) și-a publicat norma finală ce a desemnat râsul canadian drept specie amenințată în 14 state contigue. În 2005, USFWS a delimitat șase suprafețe majore pentru a fi refăcute unde reproducerea râsului a fost raportată în ultimele două decenii: nordul statului Maine și New Hampshire, nord-estul Minnesotei, nord-vestul Montanei și nord-estul statului Idaho, Lanțul Râul Kettle⁠(en)[traduceți] și „zona pană” dintre râurile Kettle⁠(en)[traduceți] și Columbia din statul Washington, nordul Lanțului Cascadelor din Washington, și zona Greater Yellowstone⁠(en)[traduceți] din Wyoming, Montana și Idaho. În 2010, după un efort lung de 11 ani, râsul a fost reintrodus cu succes în Colorado. Introducerea inițială a avut loc în Munților San Juan⁠(en)[traduceți] în sud-vestul Colorado, dar populații întreținându-se singure au fost stabilite pe parcursul sud-centrului Munților Stâncoși Sudici⁠(en)[traduceți] înspre nord până în Comitatul Summit. Un studiu din 2012 a arătat că numărul indivizilor a crescut în Statele Unite nord-estice; totuși, un studiu din 2008 a arătat că populațiile de râși nu o duceau bine în Washington din cauza fragmentării habitatului⁠(en)[traduceți]. Un studiu din 2017 a raportat numere crescânde ale indivizilor în multe zone din Statele Unite. În ianuarie 2018, USFWS a declarat că râsul canadian nu mai necesită protecții speciale în Statele Unite în urma măsurilor pentru conservarea sa, iar statutul lor de „amenințat” ar putea fi revocat în viitor.
Diverse tehnici au fost puse în aplicare pentru a studia populațiile de râși canadieni; datele colectate pot furniza informații utile legate de ecologia și răspândirea speciei și deschide calea pentru măsuri de conservare efective. În stațiile cu miros, râsul este de regulă ademenit cu miros de sconcs (uneori cu cătușnică) în zone monitorizate de camere și ceva ce captează atenția precum o aripă de pasăre pe un șirag. Această tehnică, deși este sistematică, poate fi prea scumpă pentru a fi efectuată în zone mari. Alte metode includ radiotelemetria și urmarea urmelor lăsate în zăpadă de labe. Urmarea urmelor lăsate în zăpadă de labe poate fi o provocare în zonele ce duc lipsă de drumuri și uneori urmele de râs canadian pot fi confundate cu cele de râs roșu. Obținerea de păr constă în colectarea de fire de păr lepădate de râs, mai ales atunci când se freacă de obiecte⁠(en)[traduceți] (precum zăpadă); un studiu a arătat că un amestec de castoreum⁠(en)[traduceți] de castor și ulei de cătușnică poate induce râșilor un comportament de frecare accentuat. Această metodă este în general scumpă, iar șansele de identificare greșită sunt scăzute căci dovezile fizice precum părul pot fi analizate genetic.
În perioada 1989–1992 a avut loc o încercare de reintroducere în statul New York, când 80 de râși canadieni au fost capturați în nord-vestul Canadei și eliberați în Munții Adirondack de către State University of New York College of Environmental Science and Forestry⁠(en)[traduceți]. Unii dintre râșii eliberați s-au răsfirat în statele înconjurătoare Pennsylvania, New Jersey, Massachusetts, New Hampshire și provinciile canadiene Ontario, Quebec și Noul Brunswick. După încercare, râsul canadian a fost oficial considerat a fi dispărut la nivel local din statul New York, dar încă este protejat pe deplin prin legea statului. Nouăsprezece indivizi au murit în accidente rutiere, opt au fost împușcați din greșeală de vânători de râși roșii, iar cei rămași au murit din cauze necunoscute sau din cauza vânării.